# Bozcaada (district)
Bozcaada is een Turks district in de provincie Çanakkale en telt 2276 inwoners (2007). Het district heeft een oppervlakte van 42,6 km². Het district valt samen met het eiland Tenedos.
De bevolkingsontwikkeling van het district is weergegeven in onderstaande tabel.
| 1997 | 2000 | 2007 |
| ---- | ---- | ---- |
| 2297 | 2427 | 2276 |